# Video Technology Laser 50
Video Technology Laser 50 (Laser 50 / One) је био кућни рачунар фирме Video Technology који је почео да се производи у Хонгконгу од 1985. године.
Користио је Z80A као микропроцесор. RAM меморија рачунара је имала капацитет од 2192 бајтова (прошириво до 18 kb ). 

## Детаљни подаци
Детаљнији подаци о рачунару Laser 50 су дати у табели испод.
|                       |                                                      |
| [ 1 ]                 |                                                      |
| Произвођач            |                                                      |
| Тип                   | кућни рачунар                                        |
| Меморија              | 2192 бајтова (прошириво до 18 )                      |
| Поријекло             | Хонгконг                                             |
| Година                | 1985                                                 |
| Тастатура             | QWERTY, 46 тастера + 4 функцијска тастера            |
| Процесор              |                                                      |
| Фреквенција процесора | 3,58                                                 |
| RAM                   | 2192 бајтова (прошириво до 18 )                      |
| ROM                   | 12                                                   |
| Текст                 | 1 line x 16 знакова.                                 |
| Графика               | 80 x 7 тачака                                        |
| Боја                  | једна боја                                           |
| Звук                  | мали звучник (1 глас, 3 октава)                      |
| Димензије             | 27,5 (ширина) x 16,3 (дубина) x 4,2 (висина) / 700 g |
| Портови               |                                                      |
| Оперативни систем     |                                                      |